# Behnam Ehsanpour
Behnam Eshagh Ehsanpour (in persiano بهنام احسان‌پور‎; Behshahr, 16 febbraio 1992) è un lottatore iraniano, specializzato nella lotta libera.

## Palmarès
| Anno | Manifestazione   | Sede        | Evento | Risultato | Note |
| ---- | ---------------- | ----------- | ------ | --------- | ---- |
| 2007 | Asiatici cadetti | Taichung    | 50 kg  | Bronzo    |      |
| 2008 | Asiatici cadetti | Tashkent    | 54 kg  | Argento   |      |
| 2010 | Mondiali junior  | Budapest    | 55 kg  | 10º       |      |
| 2011 | Mondiali junior  | Bucarest    | 60 kg  | 12º       |      |
| 2012 | Mondiali junior  | Pattaya     | 60 kg  | Oro       |      |
| 2013 | Universiadi      | Kazan'      | 60 kg  | Argento   |      |
| 2015 | Asiatici         | Doha        | 61 kg  | Argento   |      |
| 2015 | Mondiali         | Las Vegas   | 61 kg  | 18º       |      |
| 2016 | Asiatici         | Bangkok     | 61 kg  | Argento   |      |
| 2016 | Mondiali         | Budapest    | 61 kg  | 5º        |      |
| 2017 | Asiatici         | Nuova Delhi | 61 kg  | Oro       |      |
| 2017 | Mondiali         | Parigi      | 61 kg  | 14º       |      |
| 2019 | Asiatici         | Xi'an       | 61 kg  | Oro       |      |
| 2019 | Mondiali         | Nur-Sultan  | 61 kg  | Bronzo    |      |